# 自媒体
自媒體（英語：self-media或we media）指普羅大眾藉由互联网手段，向不特定的大多數人或者特定的單個人傳遞規范性及非規範性信息的新媒體，即由下而上的傳播方式。或稱“草根媒體”、“個人媒體”、“公民媒體”。其意指在網絡技术，特別是Web2.0的環境下，博客、共享协作平台與社交網絡（如：臉書、Instagram、微博、MeWe、GazeTV、TikTok（抖音）等）的興起，使每個人都具有媒體、傳媒的功能。

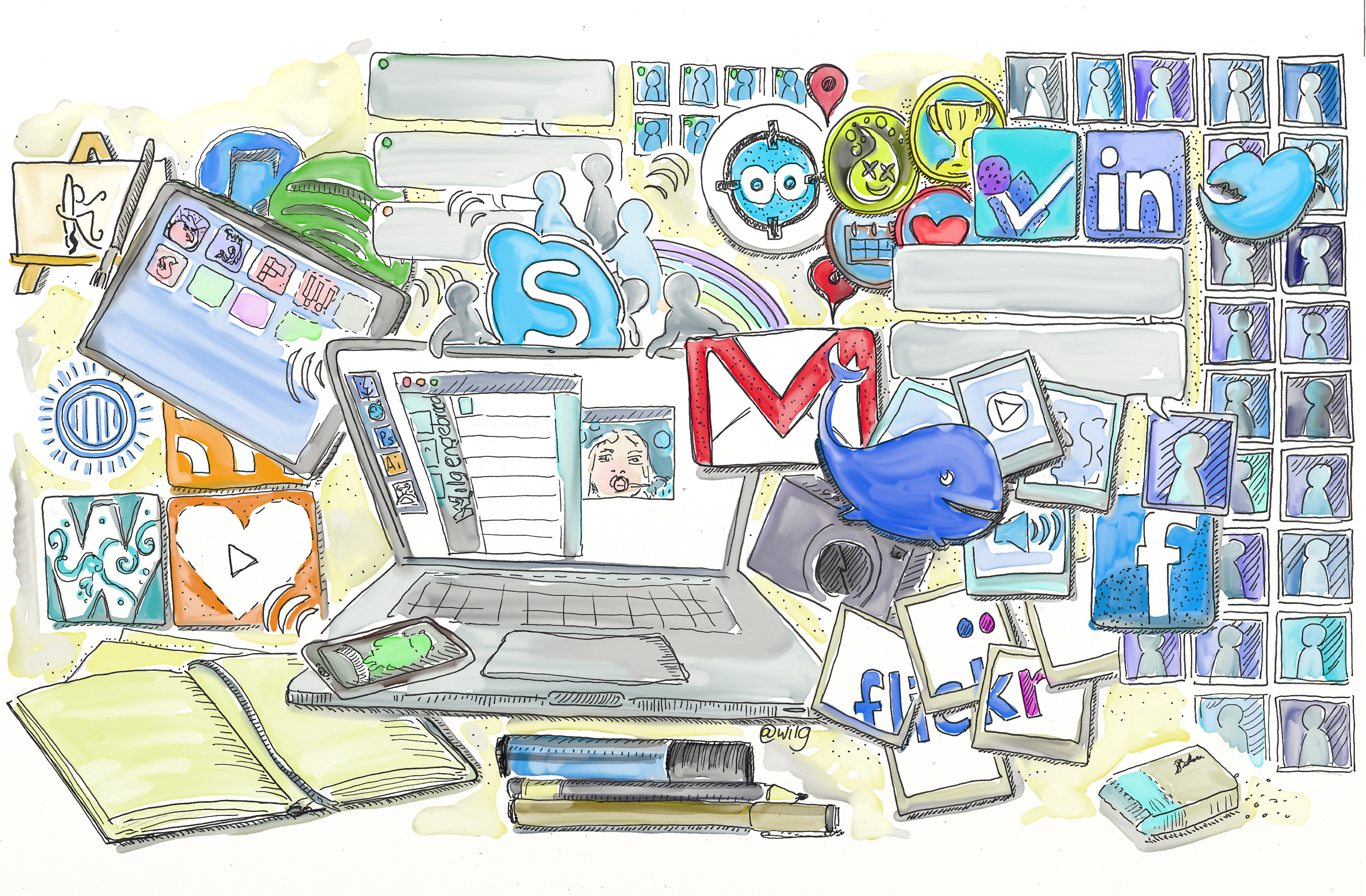
自媒体的一些例子

自媒體是指私人化、平民化、普泛化、自主化的傳播者，以現代化、電子化的手段，向不特定的大多數人或者特定的單個人傳遞規範性及非規範性信息的新媒體的總稱，也叫“個人媒體”。包括BBS（電子佈告欄系統）、Blog（博客）、Podcast（播客）、社交网络、GroupMessage（手機群發）等。
美國新聞學會的媒體中心於2003年7月出版了由謝因波曼（Shayne Bowman）與克里斯威理斯（Chris Willis）兩位聯合撰寫的“We Media（自媒體）”研究報告，裡面對“We Media（自媒體）”下了一個十分嚴謹的定義：“‘We Media’是普通大眾經由數字科技強化、與全球知識體系相連之後，一種開始理解普通大眾如何提供與分享他們本身的事實、他們本身的新聞的途徑。”
英國廣播公司網上曾有專頁「學院」以不同語言提供「免費的有關新聞及語言運用的培訓資料」，「介紹BBC的編輯原則和核心價值」，幫助普羅大眾進行記者工作。
部分自媒體會組成一个個人社交媒体联盟，將各个不同兴趣爱好的自媒体人组成松散的联盟，共同传播知识，同时赚取利润。目前大陆有很多自媒体联盟，例如微媒体自媒体联盟、犀牛自媒体联盟、草根自媒体联盟等，各个自媒体联盟拥有海量的读者和关注群体。

## 政府應對

### 中华人民共和国
直属中共中央的中央网络安全和信息化委员会办公室以自媒体網絡造謠、惡意炒作為由決定自2023年3月12日起展開為期2個月的專項行動，該政府機構聲稱要打擊造謠以及對宏觀經濟形勢、社會熱點事件等「斷章取義」、以民營經濟話題煽動社會對立的自媒體。違規自媒體將被清空粉絲數量，暫停或關閉直播、打賞、提現權限等。
2023年7月10日，中央网信办“网信中国”微信公众号发布《关于加强“自媒体”管理的通知》，對自媒體提出严防假冒仿冒行为、规范信息来源标注、加强信息真实性管理、加注虚构内容或争议信息标签、完善谣言标签功能等要求。

## 引用
1. ↑  . doc.mbalib.com.   [2020-10-01]. （原始内容存档于2020-04-11）.
2. ↑  .   [2021-01-12]. （原始内容存档于2021-01-13）.
3. ↑  杨波. . 人民网. 人民日报社.   [2020-06-12]. （原始内容存档于2015-10-10）.
4. ↑  . 星島頭條｜最新最全面即時新聞平台，港聞突發，政情及專題報道. 2023-03-14  [2023-03-14]. （原始内容存档于2023-03-14） （中文）.
5. ↑  . www.cac.gov.cn.   [2024-01-12]. （原始内容存档于2024-01-12）.
6. ↑  . 早报. 2023-07-10  [2023-07-10]. （原始内容存档于2023-07-10） （中文）.